# Haywood Yancey Riddle

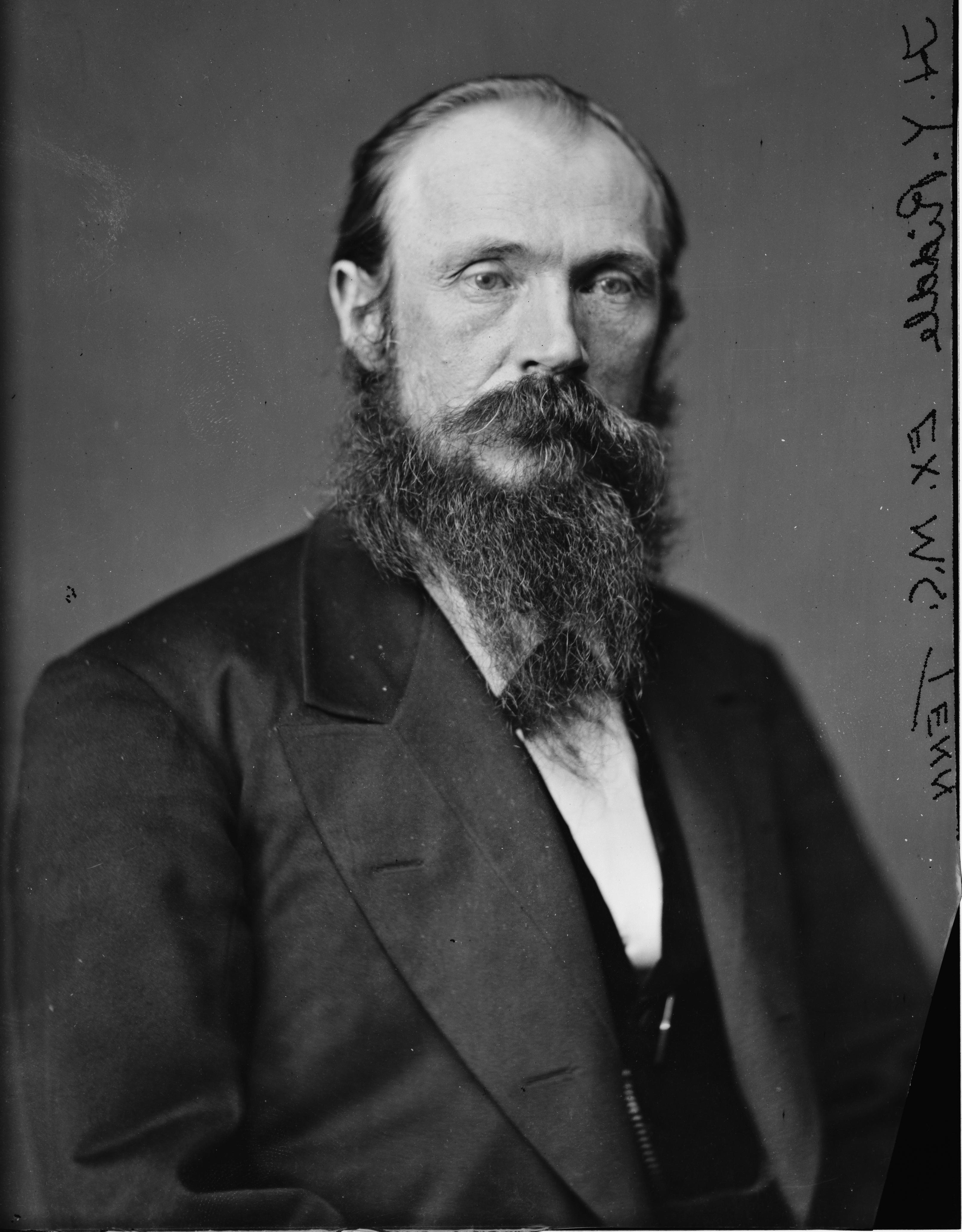
Haywood Yancey Riddle

Haywood Yancey Riddle (* 20. Juni 1834 in Van Buren, Hardeman County, Tennessee; † 28. März 1879 in Lebanon, Tennessee) war ein US-amerikanischer Politiker. Zwischen 1875 und 1879 vertrat er den Bundesstaat Tennessee im US-Repräsentantenhaus.

## Werdegang
Nach der Grundschule studierte Haywood Riddle bis 1854 an der Union University in Murfreesboro. An dieser Hochschule lehrte er für einige Zeit Mathematik und einige Fremdsprachen. Danach studierte er an der Cumberland University in Lebanon Jura. Im Jahr 1857 wurde er zunächst in Ripley im Staat Mississippi als Rechtsanwalt zugelassen. Im Jahr 1858 zog er in das Smith County in Tennessee, wo er in der Landwirtschaft arbeitete. Zwischen 1861 und 1865 war er während des Bürgerkrieges Soldat im Heer der Konföderation. Nach dem Krieg zog er im Jahr 1865 nach Lebanon, um dort als Anwalt zu arbeiten. Zwischen 1865 und 1875 war er zunächst stellvertretender und ab 1870 hauptamtlicher Gerichtsdiener am dortigen Kanzleigericht.
Politisch war Riddle Mitglied der Demokratischen Partei. Nach dem Tod des Abgeordneten Samuel McClary Fite wurde er bei der fälligen Nachwahl für den vierten Sitz von Tennessee als dessen Nachfolger in das US-Repräsentantenhaus in Washington, D.C. gewählt, wo er am 14. Dezember 1875 sein neues Mandat antrat. Nach einer Wiederwahl bei den Wahlen des Jahres 1876 konnte er bis zum 3. März 1879 im Kongress verbleiben.
Haywood Riddle starb etwas mehr als drei Wochen nach dem Ende seiner letzten Legislaturperiode am 28. März 1879 in Lebanon, wo er auch beigesetzt wurde.